# Ampsivariusok
Az ampsivariusok ókori germán nép az Amisia folyótól nyugatra. Itt Nero római császár idejében telepedtek le, miután a chaucusok kiszorították őket eredeti lakóhelyükrő. A rómaiak később innen is elűzték őket, ekkor dél felé vonultak. Cornelius Tacitus így ír róluk (Annales 13, 55, 56):
„…Ugyanezeket a földeket az ampsivariusok szállták meg, erősebb törzs nem csak tömegénél fogva, hanem a szomszédos népek szánalma miatt is, mivel a chaucusok kiűzték őket, és hazátlanul biztonságos száműzetést kértek. Szószólójuk az ottani népek közt híres és hozzánk hű Boiocalus volt, aki elmondta, hogy a cheruskusok zendülésekor Arminius parancsára bilincsbe verték, majd Tiberius és Germanicus vezérlete alatt szolgált, és ötvenesztendei engedelmességéhez még azt is hozzáfűzte, hogy népét a mi fennhatóságunk alá vetette."